# Национальная церковь
Национальная церковь — это христианская церковь, связанная с определённой этнической группой или национальным государством. Идея появления подобной церкви особо обсуждалась в XIX веке, во время зарождения современного национализма.
Сэмюэл Тейлор Кольридж в своём черновике, посвящённом вопросу церкви и государства, в 1828 году, писал, что
"Национальная церковь могла существовать и существовала без [христианства], потому что до учреждения Христианской церкви - как [...] Левитской церкви в Еврейской конституции [и] друидов в кельтской, было достаточно доказательств"
Джон Вордсворт, епископ Солсберийский, писал о Национальной церкви Швеции в 1911 году, называя шведскую церковь и Англиканскую церковь как национальные церкви шведского и английского народов соответственно. Он описывает развитие пресвитерианства в Англии XVI века от статуса «благочестивого меньшинства», которое было окружено коррумпированной или враждебной массой населения, к «подлинной национальной церкви».
Концепция национальной церкви остается основной в протестантизме Англии и, в частности, Скандинавии. Хотя в обстановке Англии национальная церковь остается общим знаменателем для Англиканской церкви, некоторые из лютеранских «народных церквей» Скандинавии, охарактеризованные как национальные церкви в этническом смысле, в отличие от идеи государственной церкви, которая возникла во второй половине XIX века по инициативе Грундтвига. Однако в странах, в которых в государственную церковь (также известную как официальная церковь) веруют большинство граждан, государственная церковь также может являться Национальной церковью и может быть объявлена таковой правительством, например Церковь Дании, Церковь Греции и Церковь Исландии.

## Страны и регионы, где распространена национальная церковь.
| Страна             | Национальная церковь                                          | Вероисповедание             | %                                   |
| ------------------ | ------------------------------------------------------------- | --------------------------- | ----------------------------------- |
| Армения            | Армянская апостольская церковь                                | Православие                 | 92.5% (2017)                        |
| Болгария           | Болгарская православная церковь                               | Средневосточное православие | 59.5% (2011)                        |
| Кипр               | Кипрская православная церковь                                 | Средневосточное православие | 89.1% (2011)                        |
| Дания              | Церковь Дании                                                 | Лютеранство                 | 74.3% (2020)                        |
| Англия             | Церковь Англии                                                | Англиканство                | 47.0% (2008; включая Уэльс)         |
| Эстония            | Эстонская евангелическо-лютеранская церковь                   | Лютеранство                 | 9.91% (2011)                        |
| Эфиопия            | Эфиопская православная церковь                                | Православие                 | 43.5% (2007)                        |
| Фарерские о-ва     | Церковь Фарерских островов                                    | Лютеранство                 | 79.7% (2019)                        |
| Финляндия          | Евангелическо-лютеранская церковь Финлядии                    | Лютеранство                 | 69.83% (2018)                       |
| Грузия             | Грузинская православная церковь                               | Средневосточное православие | 83.4% (2014)                        |
| Германия           | Евангелическая церковь Германии Католическая церковь Германии | Протестанизм Католицизм     | 25.4% (2018) 27.7% (2017)           |
| Греция             | Элладская православная церковь                                | Средневосточное православие | 90% (2017)                          |
| Исландия           | Церковь Исландии                                              | Лютеранство                 | 65.15% (2019)                       |
| Италия             | Католическая церковь Италии                                   | Католицизм                  | 78% (2018)                          |
| Латвия             | Евангелическо-лютеранская церковь Латвии                      | Лютеранство                 | 34.2% (2011)                        |
| Лихтенштейн        | Католическая церковь Лихтенштейна                             | Католицизм                  | 75.9% (2010)                        |
| Северная Македония | Македонская православная церковь                              | Средневосточное православие | 64.4% (2011)                        |
| Норвегия           | Церковь Норвегии                                              | Лютеранство                 | 69.91% (2018)                       |
| Румыния            | Румынская православная церковь                                | Средневосточное православие | 81.9% (2011)                        |
| Россия             | Русская православная церковь                                  | Средневосточное православие | 71% (2017)                          |
| Шотландия          | Церковь Шотландии                                             | Кальвинизм                  | 22% (2018)                          |
| Сербия             | Сербская православная церковь                                 | Средневосточное православие | 84.59% (2011)                       |
| Швеция             | Церковь Швеции                                                | Лютеранство                 | 60.9% (2016)                        |
| Тувалу             | Церковь Тувалу                                                | Кальвинизм                  | 91%+ (2012)                         |
| Украина            | Православная церковь Украины                                  | Средневосточное православие | 43.9% (2019)                        |
| Западная Украина   | Украинская грекокатолическая церковь                          | Греко-католицизм            | 30.9% (2016; только западная часть) |

### Этнические группы
| Страна         | Группа    | Национальная церковь                      | Номинал                             |
| -------------- | --------- | ----------------------------------------- | ----------------------------------- |
| Египет         | Копты     | Коптская православная церковь Александрии | Православие                         |
| Сирия - Турция | Арамейцы  | Сиро-яковитская православная церковь      | Древневосточные православные церкви |
| Ассирия        | Ассирийцы | Ассирийская Церковь Востока               | Церковь Востока                     |
| Ассирия        | Ассирийцы | Древняя Церковь Востока                   | Церковь Востока                     |
| Ассирия        | Ассирийцы | Халдейская католическая церковь           | Восточный Католицизм                |
| Сирия          | Арамейцы  | Сирийская католическая церковь            | Восточный Католицизм                |
| Ливан          | Марониты  | Маронитская католическая церковь          | Восточный Католицизм                |

## Критика
Карл Барт называл еретической тенденцию «национализации» христианского Бога, особенно в контексте национальных церквей, санкционирующих войну против других христианских народов во время Первой мировой войны .

## Смотрите также
- Христианский национализм
- Христианская поправка
- Христианское право
- Христианское государство
- Гражданская религия
- Епископальная конференция
- История христианских флагов
- Национальный бог
- Филетизм
- Роль христианства в цивилизации

### Комментарии
1. ↑  United Protestant: Lutheran and Reformed